# Lubombo
Lubombo é uma região de Essuatíni, localizado no leste do país, fazendo fronteira com Moçambique. O centro administrativo é a cidade de Siteki.
O nome deste distrito provém dos Montes Libombos (ou Lubombo em inglês e siSwati), que dominam este distrito.